# Disting
El Disting es un mercado anual que se celebra en Uppsala, Suecia, desde los tiempos prehistóricos. El nombre (en sueco antiguo: Disæþing  o Disaþing) originalmente se refería a la gran asamblea llamada el Thing de todos los suecos, que se deriva del hecho de que tanto el mercado como la asamblea se celebraban conjuntamente con el Dísablót, los grandes blóts (sacrificios) para poderes femeninas llamados dísir (que incluyen las nornas y las valquirias) en el Templo de Uppsala. Todos ellos fueron originalmente celebrados a finales de febrero o principios de marzo.
El historiador islandés, Snorri Sturluson, quien visitó Suecia en 1219, lo mencionó en su  Heimskringla (1225):
En Svithjod era una antigua costumbre durante los tiempos paganos, que se celebrara el sacrificio principal en el mes de Góa en Upsala. Se ofrecía el sacrificio para la Paz y victoria para el rey, y venía gente de todo Svithjod. Todos los Thing de todos los suecos se celebraron allí también, con mercados y reuniones para la compra, y duraba una semana. Tras la introducción de la cristiandad en Svithjod, se seguían celebrando los Thing y las ferias como antes. Una vez arraigada la cristiandad en Svithjod, la celebración del mercado se trasladó al día de la celebración de Candlemass, y desde entonces se sigue celebrando en esa fecha, aunque solo dura tres días.